# Drilon Hajrizi
Drilon Hajrizi, né le 17 janvier 1991, à Mitrovica, au Kosovo, est un joueur kosovar de basket-ball.

## Biographie
En janvier 2018, il s'engage avec le club japonais de Kanazawa Samuraiz.
En 3 janvier 2021, Hajrizi s'engage avec KB Trepça.